# Lufthauptmunitionsanstalt Langlau

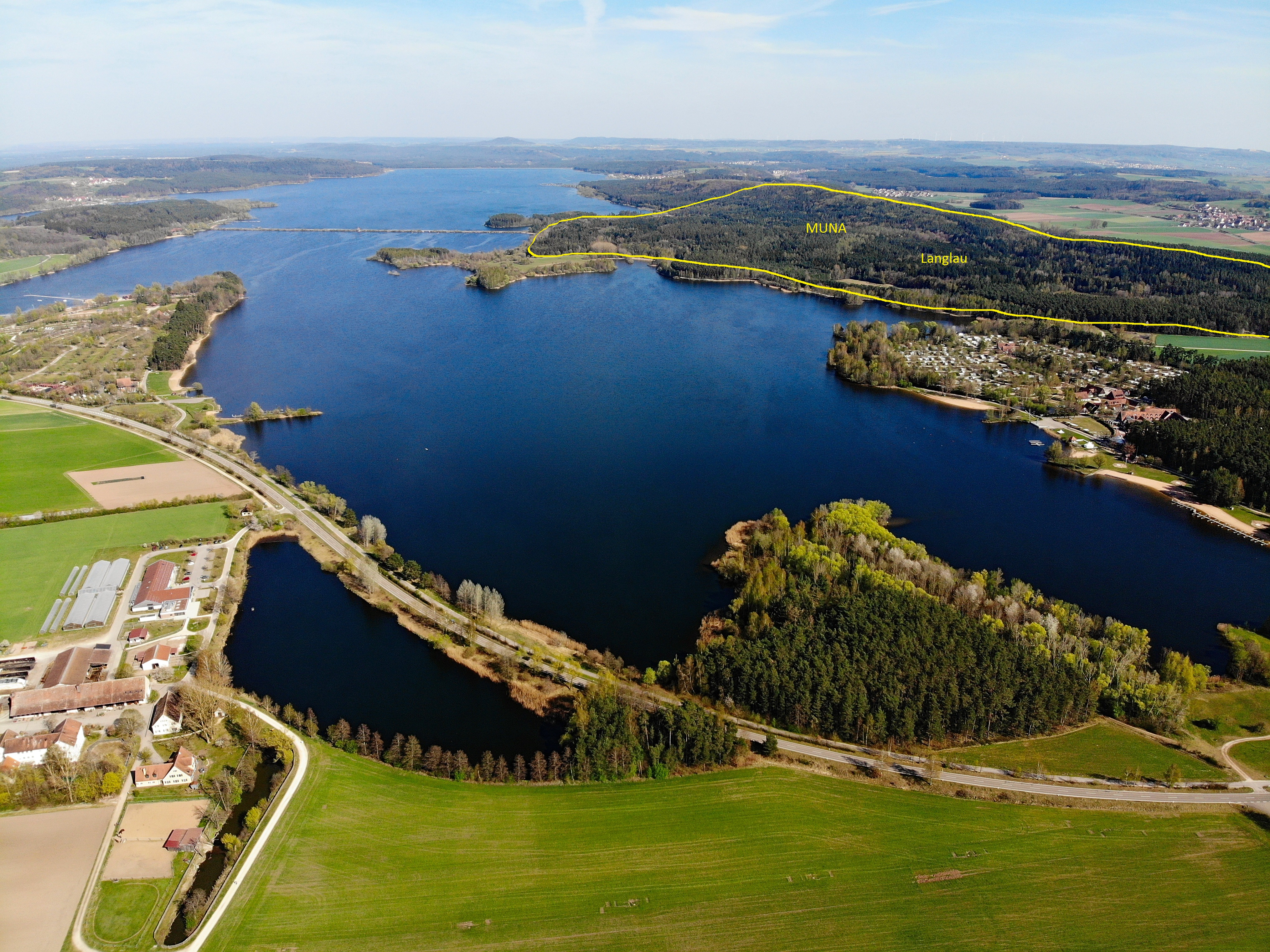
Lage des Geländes auf Luftaufnahme v. Westen (2020)

Die Lufthauptmunitionsanstalt Langlau war ein Rüstungsbetrieb der Luftwaffe im mittelfränkischen Landkreis Weißenburg-Gunzenhausen. Diese Munitionsanstalt (kurz Muna Langlau, genaue Bezeichnung Lufthauptmunitionsanstalt 2/XIII) wurde in der Zeit des Nationalsozialismus in den 1930er Jahren östlich des Dorfes Langlau errichtet.

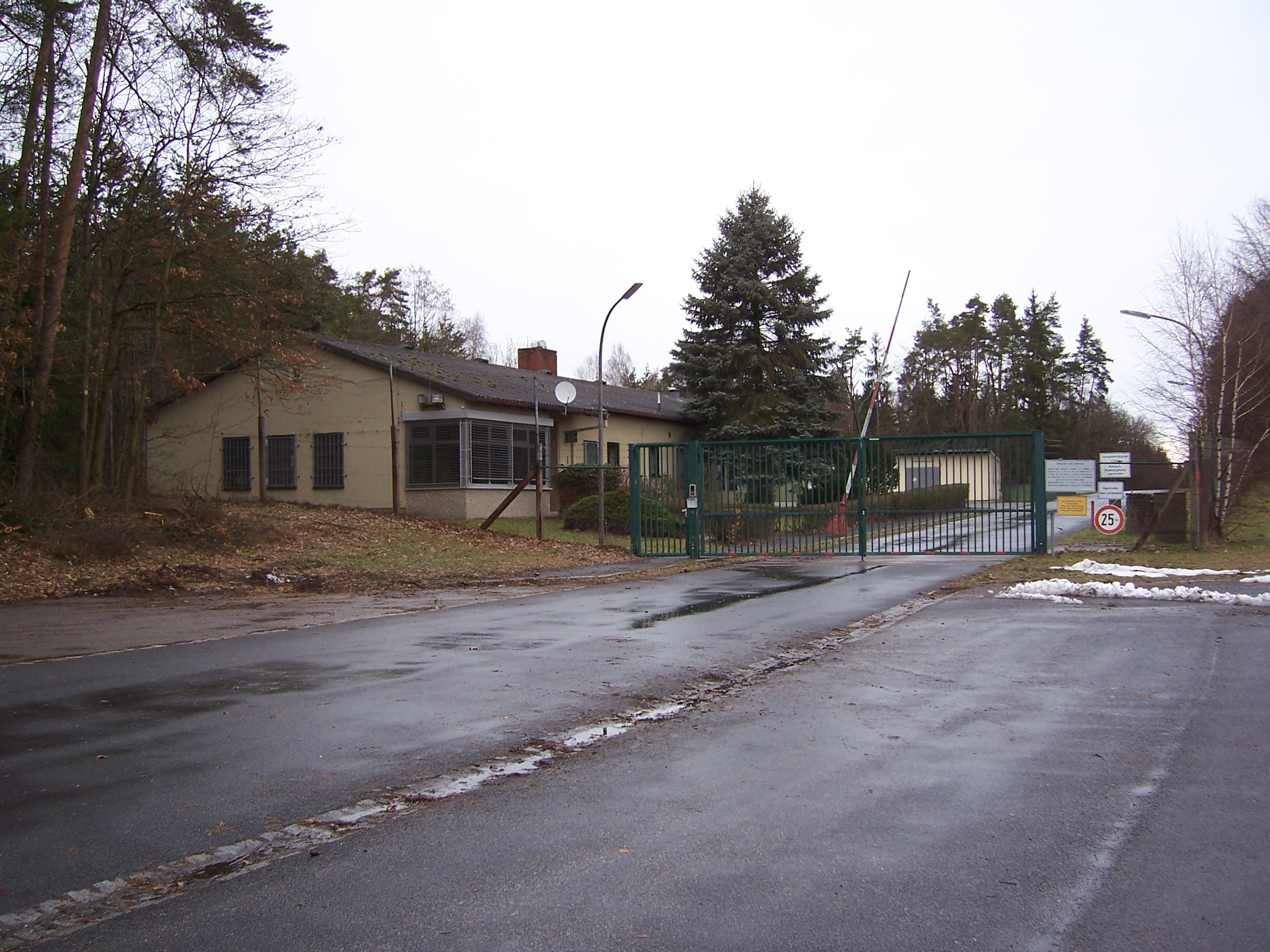
Ehemalige Wache des
Korpsdepots Langlau (2013)

## Geografie
Das ursprünglich ca. 233 Hektar umfassende Areal:A2-8 liegt einen Kilometer östlich von Langlau und weist ein Höhenprofil von 411,9 bis zu 466,6 m ü. NN auf. Das Gelände liegt orografisch rechts im Tal des Brombachs, der dort seit 1986 zum Kleinen Brombachsee aufgestaut und ein Teil des Fränkischen Seenlandes ist. Unmittelbar nördlich befindet sich das Naturschutzgebiet Halbinsel im Kleinen Brombachsee, östlich das NSG Grafenmühle und zwei Kilometer südlich verlaufen die Europäische Hauptwasserscheide sowie der Limes, der dort auch Teufelsmauer genannt wird.

## Geschichte
Die Lufthauptmunitionsanstalt wurde in den Jahren 1935 bis 1939 errichtet. Das Gelände lag verkehrsgünstig an der seit 1865 bestehenden Bahnstrecke Gunzenhausen–Pleinfeld, von der ein Ausziehgleis halben Weges zwischen Langlau und Sorghof zur Muna gebaut wurde. Die Bauern erhielten für ihre Grundstücke nur geringe Abfindungen von 20 Reichspfennig/m² für Ackerland und 6 RPf./m² für Waldflächen. Von Julius Streicher wurden ihnen für ihre Nachkommen großzügige neue Wirtschaftsflächen in der Ukraine versprochen.
Auf dem Gelände wurden zunächst 60 Bunker, Hallen, Baracken, Kantinen-, Wasch- und Sanitärräume, eine Schreinerei, eine Näherei und Straßen gebaut. Weiterhin entstanden Wachtürme, ein Exerzierplatz und ein Sportplatz. Teilweise arbeiteten bis zu 2000 Personen dort; 1200 wurden direkt auf dem Gelände untergebracht, die Offiziere lebten in der Umgebung außerhalb.
Hergestellt wurden Geschosse aller Kaliber, hauptsächlich für Flugabwehrkanonen 8,8 und 10,5 Zentimeter. Der jährliche Umschlag an Güterwagen wuchs während des Zweiten Weltkrieges von zunächst 1500 auf 8000 Stück im Jahr 1944. Eingesetzt wurden in der Muna Langlau auch viele Zwangsarbeiterinnen. Laut einem italienischen Zeitzeugen waren 1944 bis zu 150 Ukrainerinnen und zuletzt außerdem 75 Italiener beschäftigt. Im Transportwesen wurde bei Störungen im Bahnverkehr ersatzweise mit 30–40 Rotkreuz-Lkw weitergearbeitet.
Den alliierten Bombenangriffen entging die Muna zum einen durch Grüntarnung und vor allem da das Luftbild- und Kartenmaterial dieser ländlichen Gegend falsch war. Es zeigte ein Altmühlhochwasser als einen See, das zum Zeitpunkt der beabsichtigten Bombardierung aber längst wieder abgeflossen war, sodass die Piloten kein sicheres Ziel fanden. Es kam lediglich zu kleineren Tieffliegerangriffen entlang der Bahnlinie und es wurden Flugblätter abgeworfen mit dem Slogan „Langlau im Loch – wir finden dich doch.“
An Ostern 1945 wurden die Zwangsarbeiter evakuiert und das Gelände soll anschließend noch vermint worden sein. Ein Ohrenzeuge will während des Abmarsches aus der Ferne die Sprengung der Bunker gehört haben.

### Zivile Nachnutzung
- Nach Kriegsende gab es nur in geringem Umfang Plünderungen der verlassenen Muna. 1947 kamen knapp  800 entlassene Kriegsgefangene und Heimatvertriebene dort an,[7] die in die verbliebenen Baracken einzogen. In den Jahren 1946 bis 1948 wurden Munitionsrückstände aufgearbeitet, womit wieder bis zu 460 Personen beschäftigt waren.
- Einen anderen Teil der bestehenden Bauten nutzte ab 1948 die später von Bechstein übernommene Klavierfabrik Euterpe, die dort Klaviere der Marken „W. Hoffmann“, „C. Bechstein“, „H. Haegele“, „Berdux“, „Feurich“ sowie „Zimmermann“ herstellte und vom Bahnanschluss in Langlau profitierte. Bis zu 300 Mitarbeiter waren damit beschäftigt, bis die Fertigung 1993 nach Tschechien verlagert wurde.
- Bis zum 31. August 2005 dienten Teilbereiche außerhalb des abgesperrten Geländes des Mobilisierungsstützpunktes dem Freistaat Bayern als Spätaussiedlerunterkünfte.
- Die Gleisanlagen wurden Ende der 2000er Jahre zurückgebaut und sind heute teilweise renaturiert.[8][9] In der Folgezeit taten sich auch immer wieder Militariasammler an den Überbleibseln gütlich.[10]

### Seelsorgerische Nachnutzung und Erinnerungsort

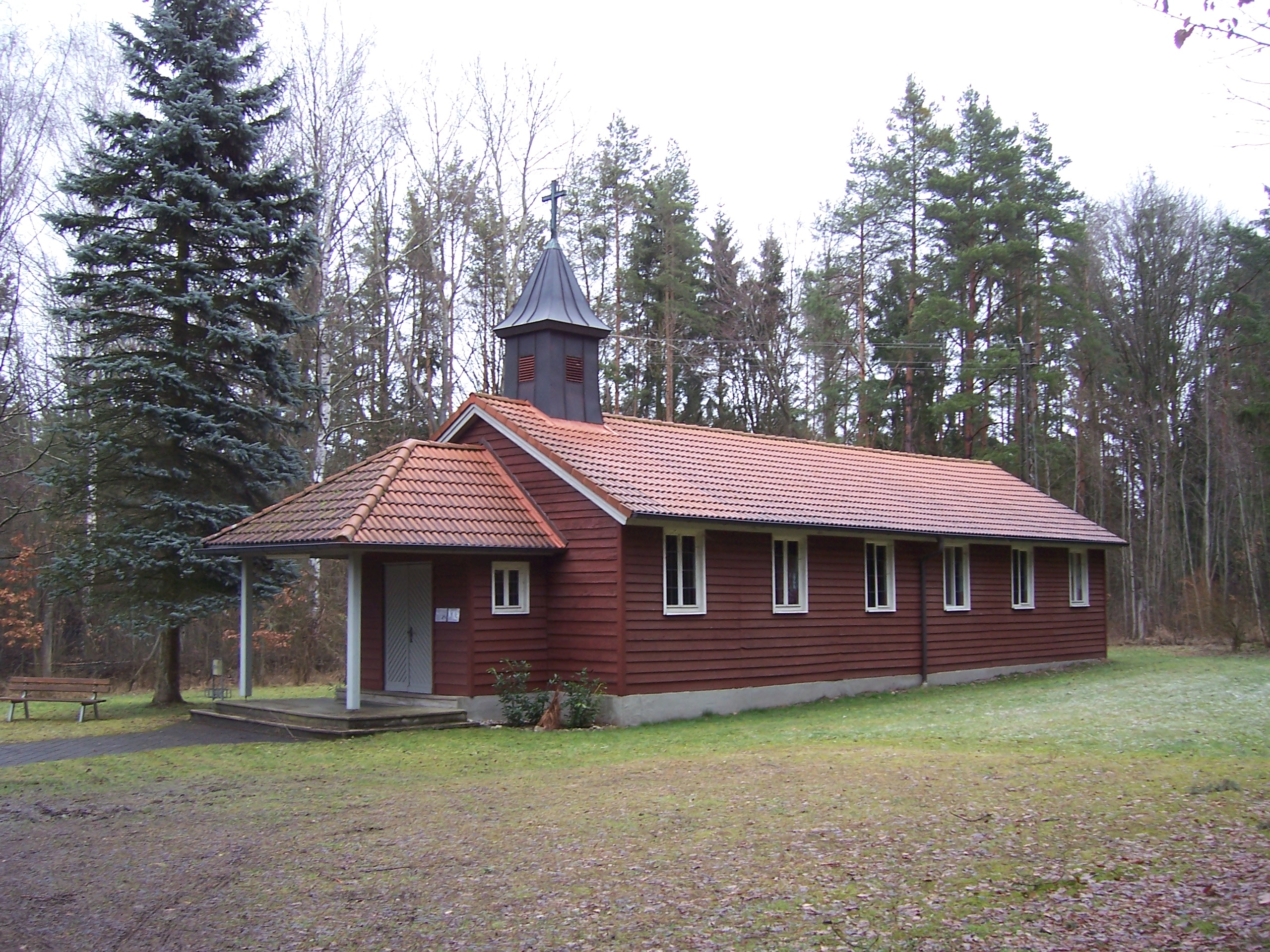
Kirche Zur Dreimal Wunderbaren Mutter Maria Langlau (2013)

- Im Jahr 1953 pachtete die Diözese Eichstätt das Grundstück, auf dem Baracke Nr. 10 stand, riss das Bauwerk ab und errichtete dort eine einfache Holzkirche. 1998 verkaufte die Bundesimmobilienverwaltung den Platz an die Kirche.[7]
- Im Jahr 1958 wurde bei der Kirche Zur Dreimal Wunderbaren Mutter Maria[11] ein grabähnliches Gedenkkreuz zur Erinnerung an das ehemalige Flüchtlingslager und die Toten der Heimatvertriebenen aufgestellt.[7]

### Militärische Nachnutzung
- Ab 1956 richtete die Bundeswehr das Nachschubkommando 2, Korpsdepot Langlau, Betriebsstoffdepot Langlau (SKB) ein. Der Haushaltsausschuss stellte in diesem Jahr 500.000 DM für die Geländesanierung zur Verfügung.[12] Im Jahr 1992 galten 13 % des Gebietes als Verdachtsflächen für Rüstungsaltlasten.[1]
- Die Bundeswehr stellte zum 31. Dezember 2007 das Depot außer Dienst, wobei es unmittelbar an die Wehrverwaltung übergeben wurde, um es für einen zivilen Nachbetrieb nutzbar zu machen. Bis zur Schließung waren hier noch Heimatschutzkompanien (6311, 6312, 6313), ein Sicherungszug (7631), eine Pionierdienstgruppe (7631), eine Infrastruktur- und Bauinstandsetzungsgruppe (7631) sowie Lazarette ((Laz 200) 7647 und 7648) eingelagert.[13]
- Von 1960 bis 1992 betrieb auch die US-Army dort ein Munitions- und Treibstofflager als Corpsdepot. Zusammen mit den Einrichtungen der Bundeswehr bestanden in der ehemaligen Muna Langlau 34 Munitionslagerhäuser und 20 Betriebsstoffhallen, in denen je 180.000 Liter Treibstoff gelagert waren.

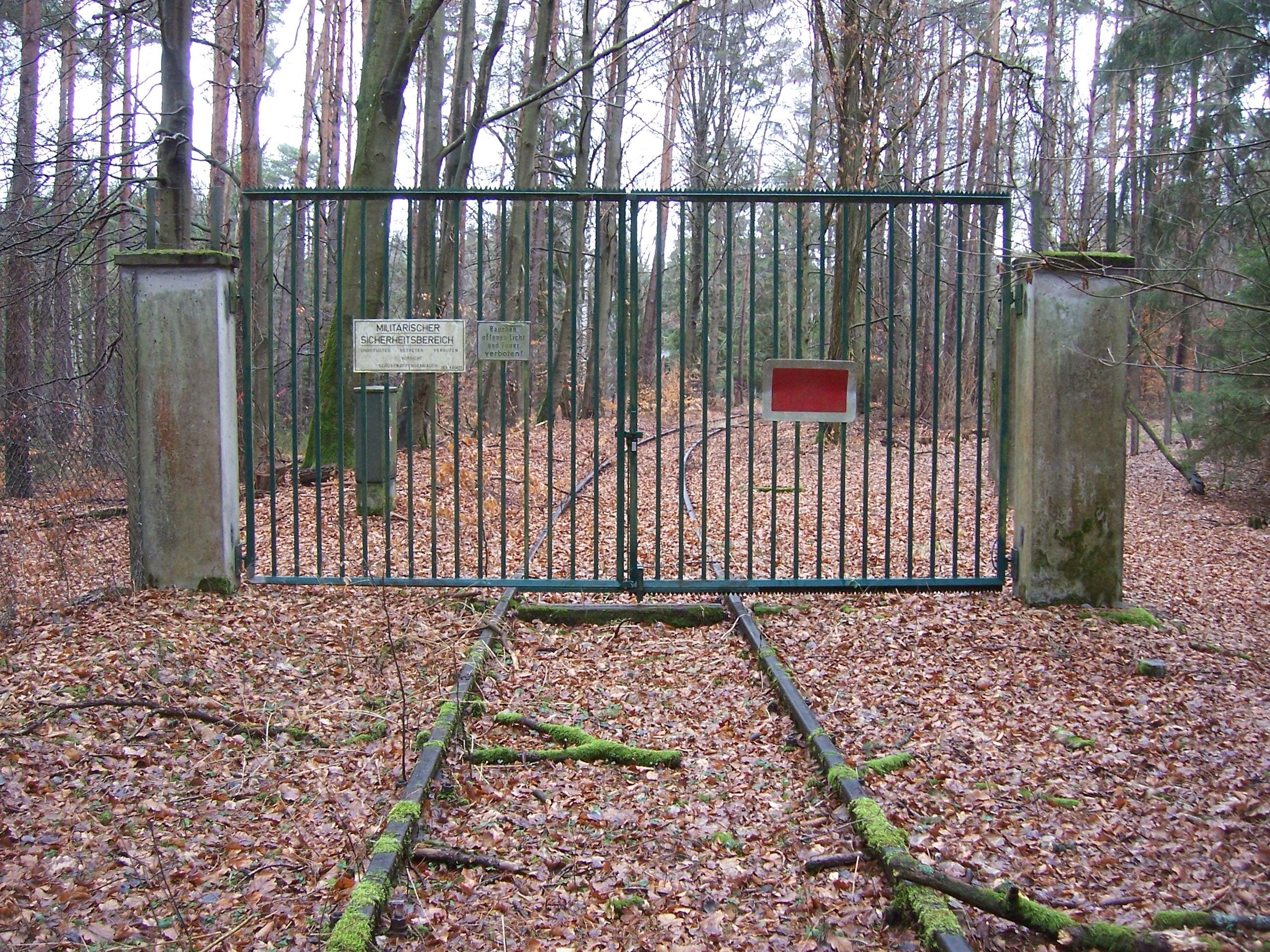
Gleisanschluss Lufthauptmunitions- anstalt Langlau (2013)
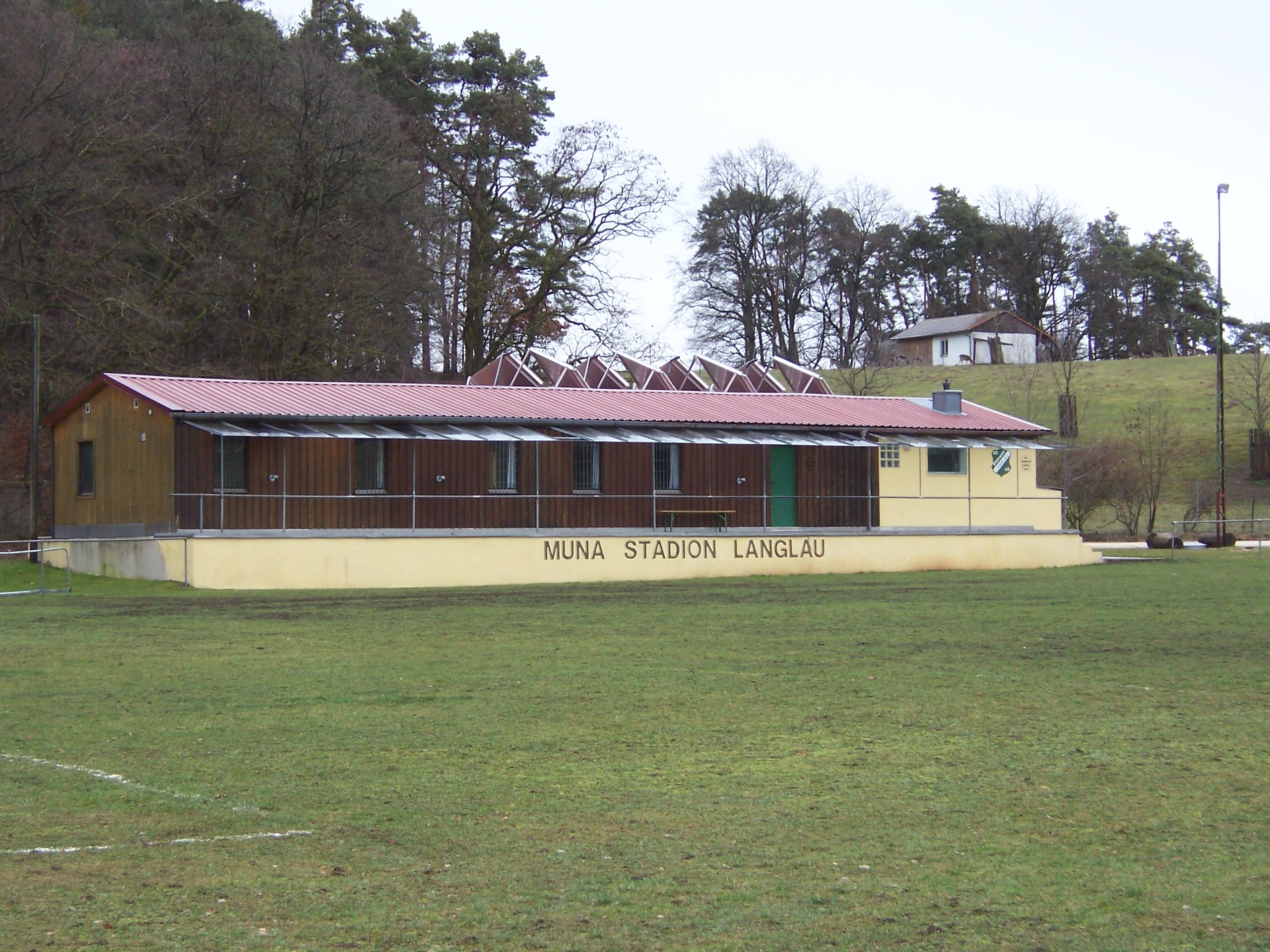
Hinter dem Muna-Stadion Langlau führte der Gleisanschluss in das Gelände (2013)
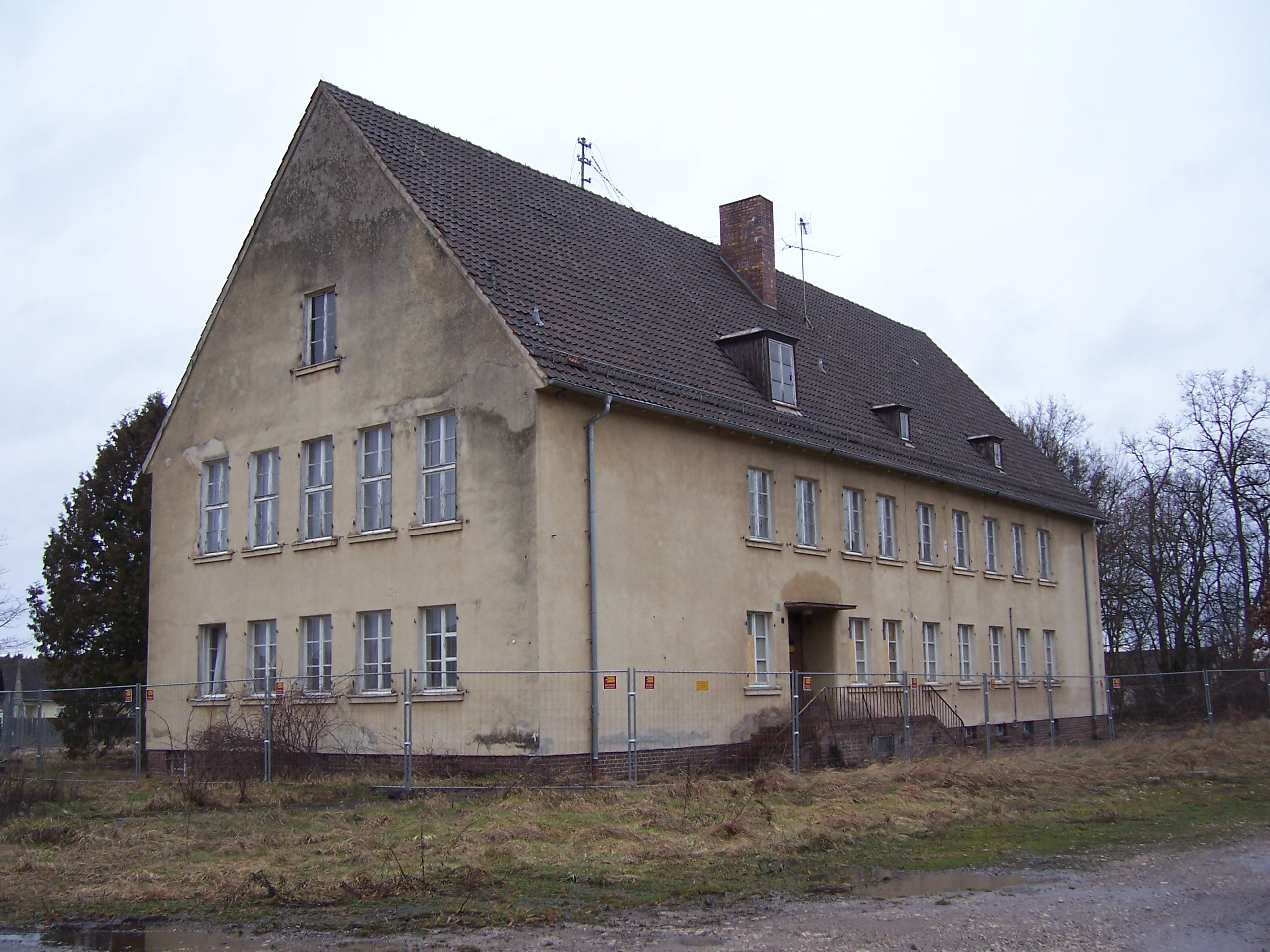
Ehemalige Spätaussiedler- unterkünfte (2013)

## Gegenwart

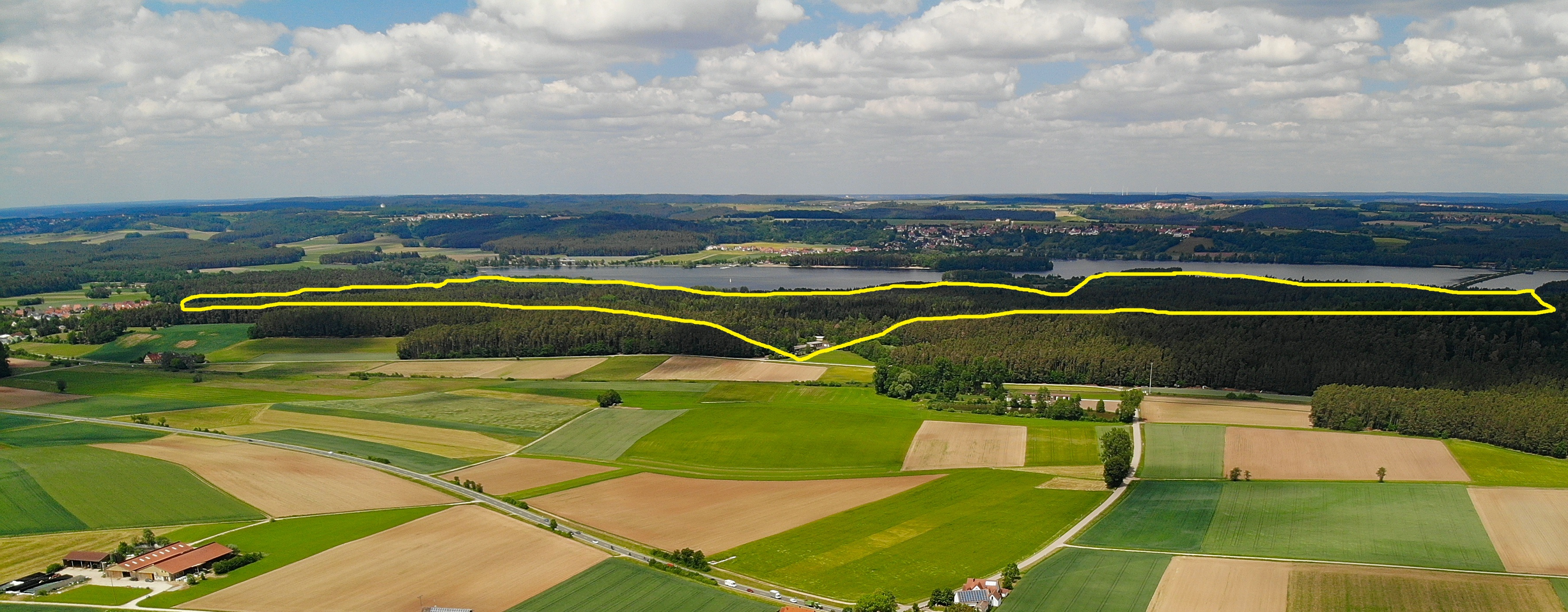
Lage des Geländes, Blick von Süden

Zum Ende der 2010er Jahre wurden Planungen bekannt, das verbliebene, heute noch etwa 168 ha große Restgebiet zu einem Center-Parcs-Resort mit etwa 800 Wohneinheiten für die Freizeitindustrie umzuwidmen. Beabsichtigt ist die ganzjährige räumlich konzentrierte Unterbringung von etwa 3000 bis 4000 Urlaubern auf dem Areal. Gegen die Planungen setzen sich seither sowohl die Anrainer, die eine Bürgerinitiative „Seenland in Bürgerhand“ gründeten, als auch der Bund Naturschutz in Bayern zur Wehr. Die 2018 veröffentlichte Online-Objektbeschreibung der Bundesanstalt für Immobilienaufgaben des Geländes wurde daraufhin im September 2020 vom Netz genommen und die Captures der Webseite im Webarchiv ebenfalls gelöscht oder unbrauchbar gemacht. Am 30. Mai 2021 wurde ein Bürgerentscheid in den betroffenen Anrainergemeinden durchgeführt, wobei sich die Mehrheit gegen die Planungen aussprach, woraufhin die Projektentwickler nach einigem Hin und Her im Juni 2021 den Ausstieg aus den Planungen bekanntgaben. Die Frage der Entsorgung der Rüstungsaltlasten ist bislang weiterhin ungeklärt.